# Nessbeth
Nessbeth (* um 1980 in Mannheim; eigentlich Marco Krüger) ist ein Ghetto-Tech- und Electro-DJ und Produzent.
Nessbeth begann 1996 im Alter von 16 inspiriert von Marusha's Radioshow Rave Satellite mit dem Djing.
Von Techno und House zu Electro und Detroitbass kam er im Jahre 2000 zum Ghettotech.
Als Produzent trat er als erstes mit einem Remix für Nagen&Saugen auf Hörspielmusik in Erscheinung um später zusammen mit weiteren Ghettotech/Electrokünstlern aus ganz Europa das eigene Pan-Europäische Label 4 Player Records zu gründen. Bislang sind 2 Veröffentlichungen erschienen.

## Diskografie
- 2003 Nagen&Saugen - Deep Throat (Nessbeth Remix) - Hörspielmusik
- 2004 V.A. - 4 Players E.P. - 4 Players Records
  - Tracks: Bounce Yo, Respect
- 2005 V.A. - Two’s Up - 4 Player Records
  - Tracks: Drop It, Scratchdrops